# Hervør Pálsdóttir
Hervør Pálsdóttir   (Kambsdalur, 26 de novembre de 1995) és una política de les Illes Fèroe. És membre del Løgting des del 2019 en representació del partit polític Tjóðveldi.
Pálsdóttir va créixer a cavall entre Kambsdalur i Tórshavn, i va estudiar ciències polítiques i de l'administració a la Universitat de les Illes Fèroe. Ha estat portaveu de les organitzacions juvenils Unga Tjóðveldið i Socialistisk Ungdom i Norden. També s'ha significat a favor de la justícia climàtica i el dret a l'avortament.